# Phyllostomus discolor
Phyllostomus discolor là một loài động vật có vú trong họ Dơi mũi lá, bộ Dơi. Loài này được Wagner mô tả năm 1843.

## Hình ảnh

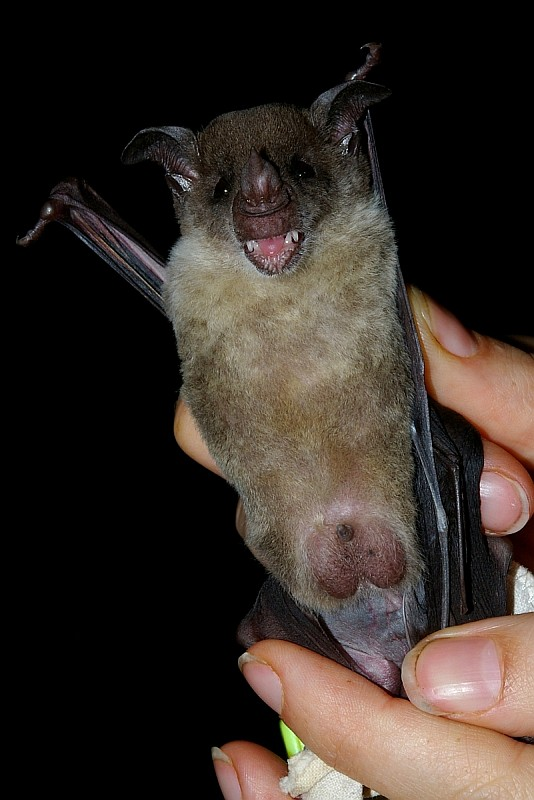
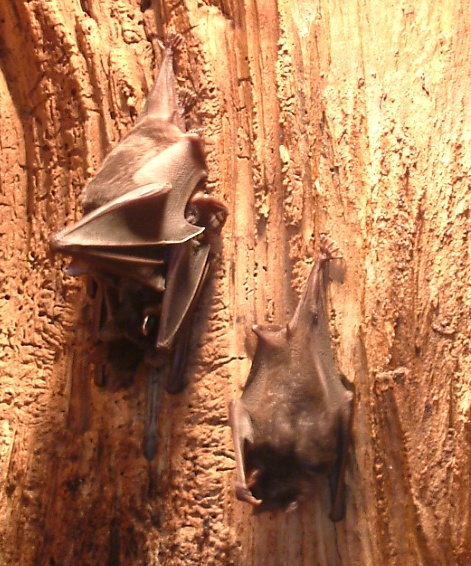
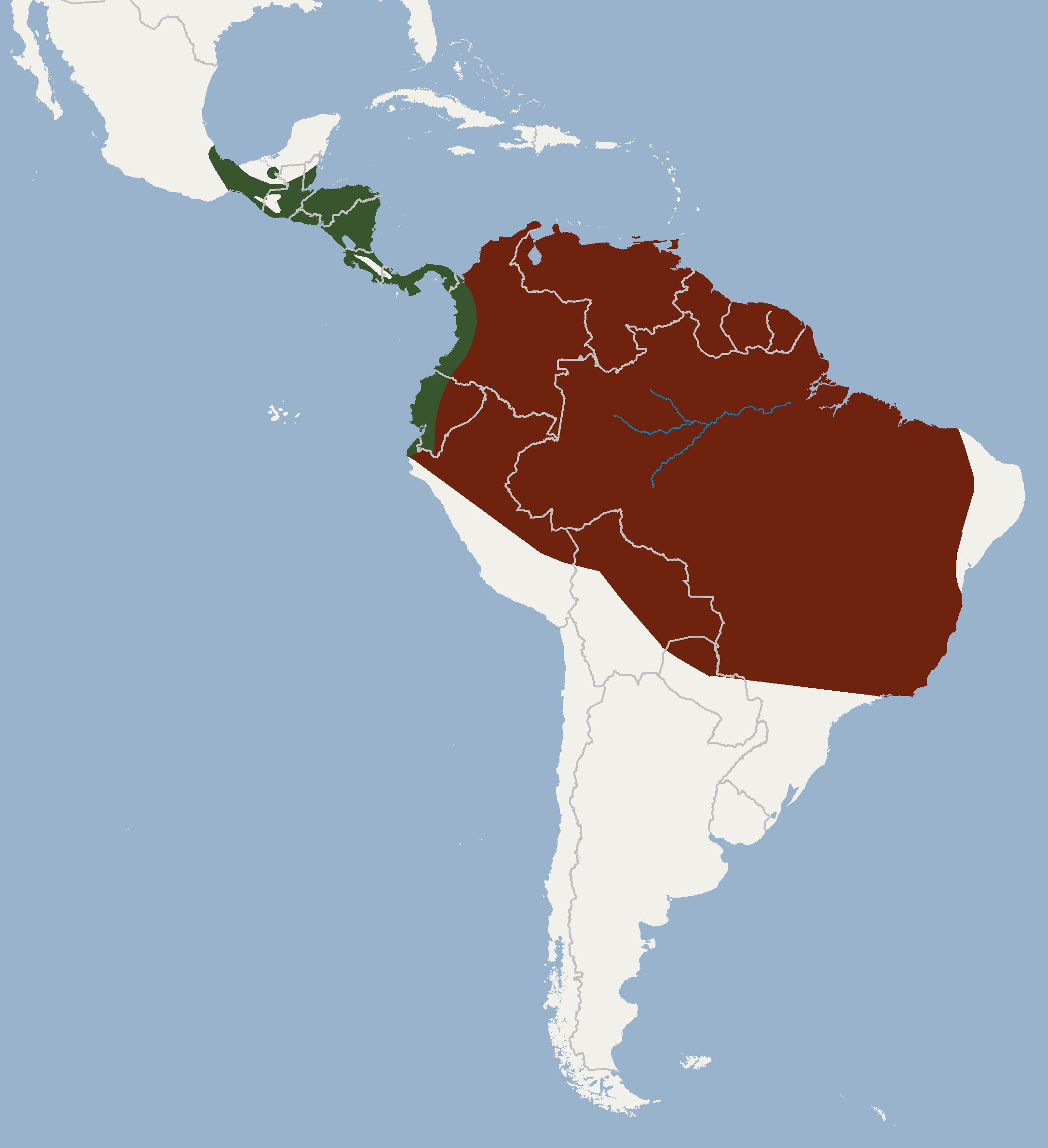
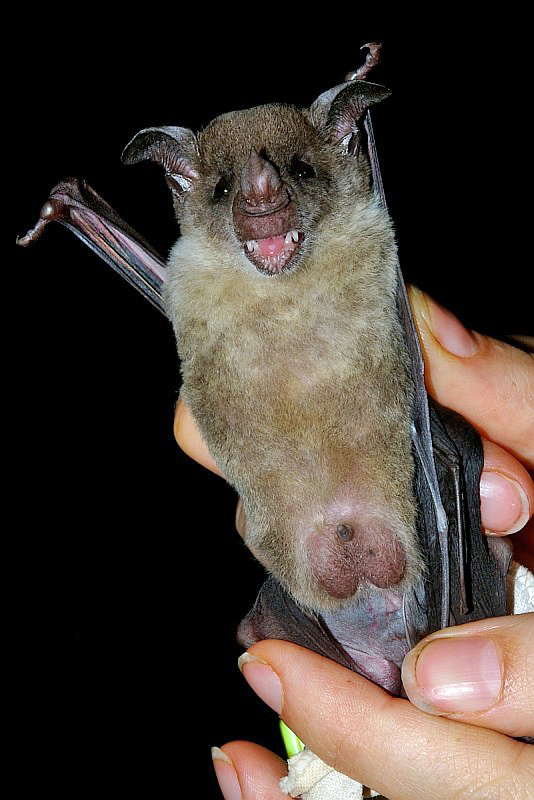